# Sønder-Rangstrup Herred

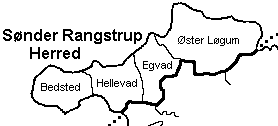
Sønder-Rangstrup Herred

Sønder-Rangstrup Herred was een herred in het voormalige Aabenraa Amt in Denemarken. De herred was oorspronkelijk deel van het historische hertogdom Sleeswijk.Tussen 1854 en 1920 was het gebied deel van de Pruissische provincie Sleeswijk-Holstein. In 1920 werd de herred weer Deens. In 1970 ging Sønder-Ragnstrup op in de nieuwe provincie Zuid-Jutland.
De herred omvatte vier parochies.
- Bedsted
- Egvad
- Hellevad
- Øster Løgum